# Рукавина, Анте
А́нте Рука́вина (хорв. Ante Rukavina; род. 18 июня 1986[…], Шибеник) — хорватский футболист, нападающий.

## Карьера
В «Шибенике» Рукавина выступал в младших возрастах, ещё когда ему было девять лет. После сезона во второй лиге молодой нападающий в первой ХНЛ забил за полсезона восемь голов, включая три мяча в ворота «Динамо» и один гол в ворота «Хайдука». Своими голами, скоростью, блестящей техникой быстро привлёк внимание двух сильнейших клубов Хорватии и известных иностранных клубов. За ним наблюдали скауты «Лиона», «Арсенала», «Олмипика», «Бенфики» и лиссабонского «Спортинга». Всё-таки, Рукавина договорился о переходе в «Хайдук».
За время выступлений в «Шибенике» получил приз газеты «Вечерни Лист», вручаемый главной надежде хорватского футбола. Дебютировал в молодёжной сборной в матче против Италии, войдя в игру на 56-й минуте вместо Йосипа Баришича и забил свой первый гол.
После прибытия Рукавины в «Хайдук» эйфория была во всём Сплите. На первой тренировке за ним наблюдало 200 человек. Дебютировал в матче с «Осиеком», выигранном со счётом 3:0. Его аплодисментами встретили десять тысяч человек на стадионе «Полюд». Главный тренер сборной Славен Билич позвал его на квалификационный матч чемпионата Европы с Македонией. В матче за молодёжную сборную против Словении сделал хет-трик.
В 11-й встрече за «Хайдук» сделал хет-трик в игре против «Интера» (Запрешич). Затем из игрока основного состава превращается в замену для Калинича и Верпаковского. Получает шанс после травмы латвийского легионера. Сезон завершает с девятью забитыми мячами.
Рукавина подписывает четырёхлетний контракт с греческим «Панатинаикосом». 40 процентов сделки досталось «Шибенику».

## Достижения
«Панатинаикос»
- Чемпион Греции: 2010
- Обладатель Кубка Греции: 2010

«Динамо» (Загреб)
- Чемпион Хорватии (2): 2011/12, 2012/13
- Обладатель Кубка Хорватии: 2011/12